# 2. Königlich Sächsisches Jäger-Bataillon Nr. 13
Das 2. Jäger-Bataillon Nr. 13 war ein Verband der Sächsischen Armee, der am 13. August 1809 durch den sächsischen König Friedrich August I. als Jägerkorps gestiftet, vier Jahre später in ein Bataillon umgewandelt wurde und bis 1919 existierte.

## Organisation

### Unterstellung

#### 1810
- Brigade leichte Infanterie

- 1. Infanterie-Regiment
- 2. Infanterie-Regiment
- Jägerkorps

#### 1813–1821
- III. Deutsches Armeekorps

- Brigade Leichte Infanterie

- alle drei sächsischen Jägerbataillone

#### 1821–1853
- IX. Bundesarmeekorps

- Brigade Leichte Infanterie

- alle drei Schützenbataillone

#### 1853–1866
- IX. Bundesarmeekorps

- Jägerbrigade

- alle vier Jägerbataillone

#### 1866
- 1. Division

- 2. Infanterie-Brigade

- 2. Jäger-Bataillon Nr. 12

- 3. Infanterie-Brigade

- 3. Jäger-Bataillon Nr. 13

#### 1867
- II. Infanterie-Division

- 4. Infanterie-Brigade

- Schützen-Regiment (I., II., III. Bataillon)
- 1. Jäger-Bataillon Nr. 12
- 2. Jäger-Bataillon Nr. 13

#### 1870
- XII. (I. Königlich Sächsisches) Armee-Korps

- 2. Division Nr. 24

- 4. Infanterie-Brigade Nr. 48

- 7. Infanterie-Regiment „Prinz Georg“ Nr. 106
- 8. Infanterie-Regiment Nr. 107
- Jäger-Bataillon Nr. 13

#### 1887
- XII. (I. Königlich Sächsisches) Armee-Korps

- 3. Division Nr. 32

- 6. Infanterie-Brigade Nr. 64

- Schützen-Regiment Nr. 108
- 1. Jäger-Bataillon Nr. 12
- 2. Jäger-Bataillon Nr. 13

#### Friedensgliederung 1914
- XII. (I. Königlich Sächsisches) Armee-Korps

- 3. Division Nr. 32

- 6. Infanterie-Brigade Nr. 64

#### 1. Oktober 1914
- XIX. (II. Königlich Sächsisches) Armee-Korps

- 2. Infanterie-Division Nr. 24

- 3. Infanterie-Brigade Nr. 47

#### 4. März 1915
- XIX. (II. Königlich Sächsisches) Armee-Korps

- 28. Infanterie-Division

- 56. Infanterie-Brigade

- Füsilier-Regiment „Fürst Karl-Anton von Hohenzollern“ (Hohenzollernsches) Nr. 40

#### 5. Mai 1915
- XIV. Armee-Korps

- 28. Infanterie-Division

- 56. Infanterie-Brigade

- Infanterie-Regiment „Markgraf Ludwig Wilhelm“ (3. Badisches) Nr. 111

#### 1. Juni 1915
- XIX. (II. Königlich Sächsisches) Armee-Korps

- 2. Infanterie-Division Nr. 24

- 47. Infanterie-Brigade (3. Königlich Sächsische)

Unterstellung bei verschiedenen Infanterieregimentern im Frühjahr und Sommer 1916 (10. Infanterie-Regiment Nr. 134, 11. Infanterie-Regiment Nr. 139 und 5. Infanterie-Regiment „Kronprinz“ Nr. 104)

#### 1. August 1916
- 197. Infanterie-Division

- Jäger-Regiment Nr. 7 (Neu errichtetes Regiment. Damit ist nicht das Jäger-Regiment zu Pferde Nr. 7 gemeint.)

#### 14. Oktober 1918
- 241. Infanterie-Division (11. Königlich Sächsische)

- Jäger-Regiment Nr. 7

#### 10. November 1918
- 192. Infanterie-Division (8. Königlich Sächsische)

- Jäger-Regiment Nr. 7

### Gliederung und Stärke

#### 1810
Bei Gründung des Jägerkorps betrug dessen Gesamtstärke 3 Offiziere, 122 Oberjäger (Unteroffiziere) und Jäger (Mannschaften).

#### 1813
Der Etat betrug jetzt 20 Offiziere und 602 Mannschaften, aufgeteilt in 4 Fußkompanien.

#### 1866/67
Mit der Umstrukturierung der sächsischen Armee wurde das Bataillon auf insgesamt 1.000 Mann aufgestockt, weiterhin mit 4 Fußkompanien.

#### 1914
Das Bataillon bestand bei Kriegsbeginn aus vier Fußkompanien, einer MG- sowie einer Radfahr-Kompanie und hatte eine Stärke von 33 Offizieren, 1.272 Oberjägern und Jägern.
Im Verlauf des Ersten Weltkriegs wurde das Bataillon um eine zweite Radfahrkompanie (29. August 1914 bis 15. Juni 1916) sowie eine zweite MG-Kompanie (4. Dezember 1916 bis Ende des Krieges) erweitert.

### Abgänge und Abgaben

#### 1815
Während der Okkupation von Frankreich wurden alle „Nichtsachsen“ an preußische Regimenter überstellt. Die Abgänge betrugen bei den Mannschaften über 50 %. Diese Abgänge wurden mit Einheiten aus der Heimat ersetzt.

#### 1867
Abgabe der 1. Kompanie zur Bildung des I. Bataillons des Schützen-Regiments 108. Das I. Bataillon des Regiments wurde aus je einer Kompanie der vier Jägerbataillone gebildet. Welche Kompanie das Bataillon verlassen musste, entschied das Los.

#### 1887
Die 4. Kompanie einschließlich aller Offiziere und Oberjäger sowie drei Offiziere der anderen Kompanien wurden an das 3. Jäger-Bataillon Nr. 15 abgegeben.

## Bewaffnung, Ausrüstung usw.

### Bewaffnung
Bei der Gründung des Jägerkorps brachte jeder Jäger eine Büchse, Hirschfänger und den „Büchsenranzen“ (andere Bezeichnung für Tornister) selbst mit. Auf Kosten der königlichen Kasse bekamen die Jäger eiserne Ladestöcke und „Büchsenstrümpfe“ aus Capottuch mit Leinenfutter, gegen die Witterung.

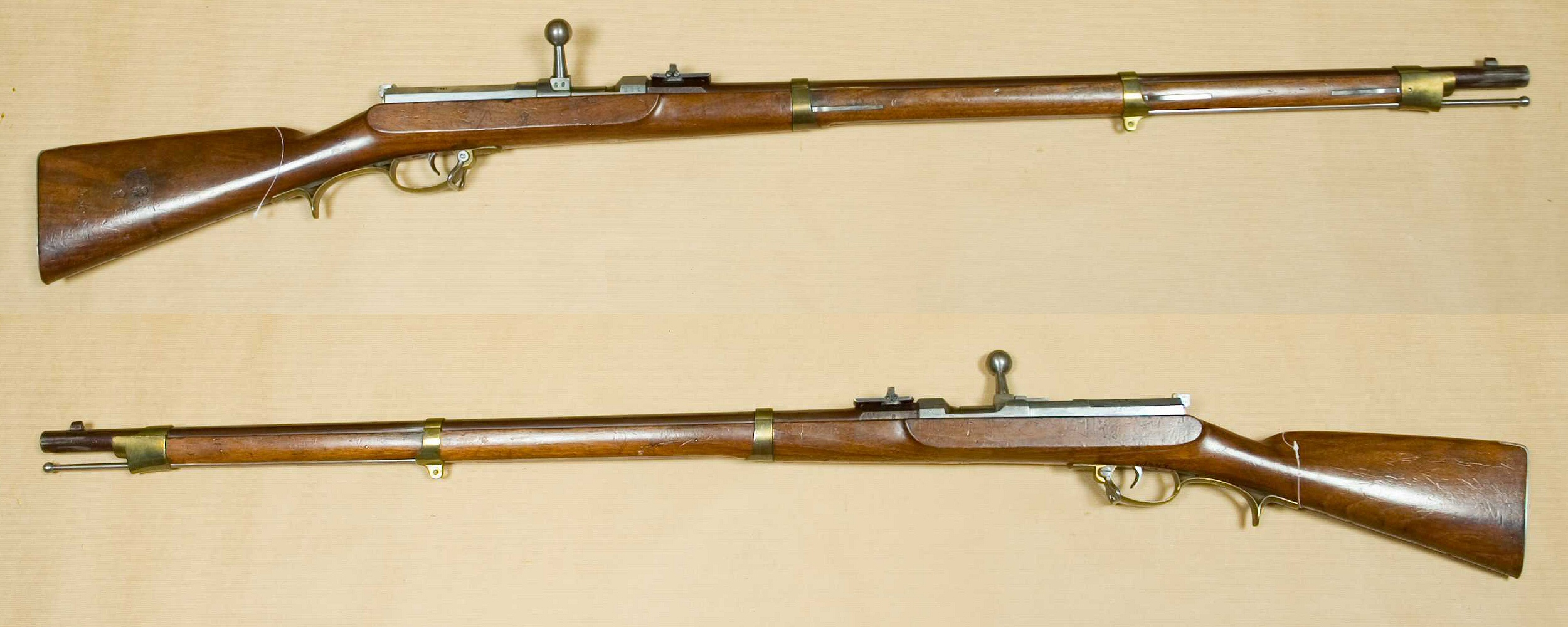
Zündnadelgewehr

1820 wurden die Jägerbataillone mit gezogenen Büchsen ausgestattet, um die Treffsicherheit der Truppe zu erhöhen.
Ab 1836 wurden die Schützenbataillone mit Perkussionsgewehren und der Perkussions-Jägerbüchse ausgestattet.
Mit der Eingliederung in die Armee des Norddeutschen Bundes wurde das Zündnadel-Füsiliergewehr in der Sächsischen Armee eingeführt.
Ab 1871 wurde in das Gewehr 71 in der preußischen und sächsischen Armee als Standardbewaffnung der Infanterie benutzt und ab 1886 bis 1890 das Modell 71/84 der Firma Mauser als erster Mehrlader.
Von 1890 bis 1902 wurde das Modell Gewehr 88 und dann das Gewehr 98 genutzt. Später auch die Weiterentwicklung 98a.
Die Soldaten der Jäger- und Schützenbataillone waren mit einem Hirschfänger als Seitenwehr ausgerüstet. Die Offiziere trugen von Beginn an einen Offizierssäbel; ab 1867 den sächsischen Kavallerie-Säbel 67, der dem preußischen Säbel 52 entsprach.
Als Kurzwaffen dienten Revolver M 79 und Revolver M 83.

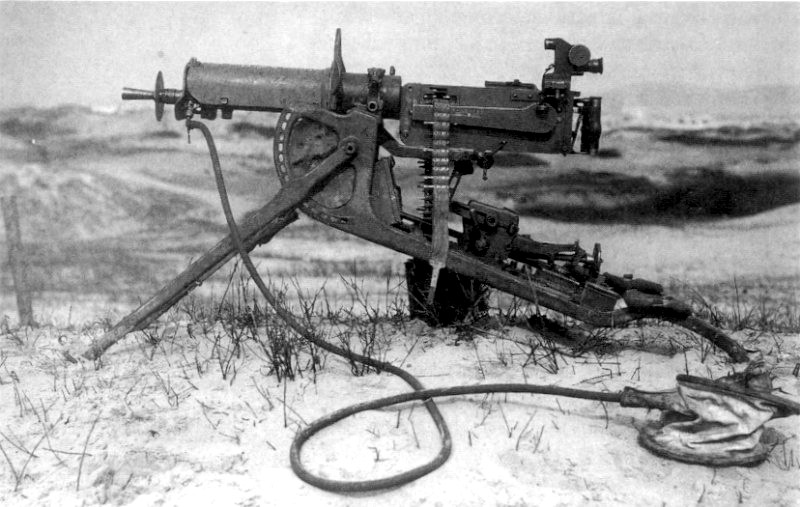
Das MG 08

Die Jägerbataillone waren die ersten Verbände die MG-Trupps aufstellten und mit dem Maschinengewehr MG 08 oder MG 08/15 ausgestattet waren.

### Uniform
Um 1900: grünes Tuch, schwarze sächsische Ärmelaufschläge mit rotem Vorstoß, Schulterstücke schwarzes Tuch mit roten Ziffern und rotem Horn, Tschako mit silbernem Stern und gelbem Wappen.

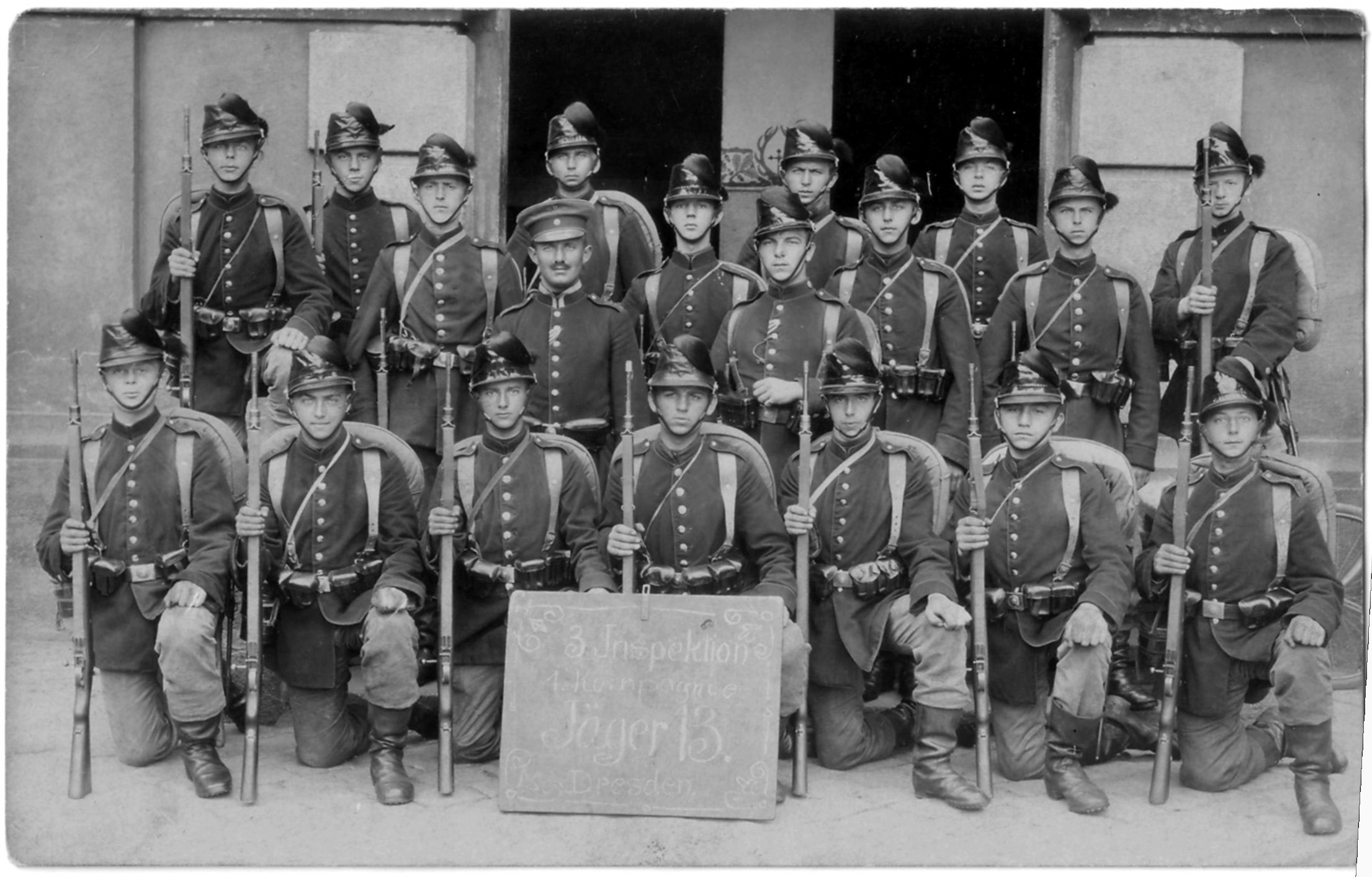
Gruppenfoto einer Inspektion des K.S. Jägerbataillons Nr. 13 in Dresden 1917

Ab 1917 wurde im Feld der Tschako gegen den Stahlhelm ausgetauscht. Der Tschako wurde nur noch in Reserve und beim Exerzieren getragen.

### Wappentier
Das Wappentier des Jägerbataillons war ein Hirschschädel mit kapitalem Geweih. Dieses Symbol sollte die Ursprünge des Bataillons repräsentieren. Dieses Wappentier trugen alle sächsischen Jägerbataillone (auch die Reservetruppen im Ersten Weltkrieg).
Außerdem trug jedes Bataillon das Jagdhorn mit der Bataillonsnummer im Stempel und auf der Schulterklappe.

### Fahne
Trotz mehrfacher Bitten der Kommandeure des Bataillons wurde keine Fahne vom König gestiftet.

## Geschichte der Jägertruppe

### Gründung und Namensgebung

#### Jägerkorps 1809–1813
Nachdem der sächsische König dem Kaiser Napoleon im Sommer 1809 17.000 Soldaten als Tribut seiner Gefolgschaft stellen musste, war das Land fast entmilitarisiert. Nur noch 1300 Soldaten hatte Oberst Thielmann zur Bewachung der Grenzen zur Verfügung. Daraufhin erließ der König Friedrich August I. einen Erlass, woraufhin sich alle gelernten Förster des Königreiches bei Oberst Thielmann zu versammeln haben, um ein neues Jägerkorps zu gründen. Am 13. August 1809 wurde das Sächsische Jägerkorps in Dresden gegründet. Es bestand aus drei Offizieren, 122 Oberjägern und Jägern. Der erste Kommandant wurde Major von Carlowitz.
In den ersten Jahren der „Schwarzen Brigade“ wurden weiterhin Dienste im Rahmen der Forst und Jagd ausgeübt. Auch der Forstschutz und die Bekämpfung der Wilderei war ein Bestandteil der Aufgaben des Korps. Die weitere Anwerbung von Soldaten für das Korps erfolgte innerhalb der Jäger und Förster auch in angrenzenden Fürstentümern.

#### Jägerbataillon 1813–1821
Das Jägerkorps wurde in ein Bataillon umgewandelt. Zur Verstärkung wurden die besten Schützen aus der Infanterie herangeholt, außerdem wurde das Bataillon durch ein Preußisches Freikorps verstärkt. Der Etat betrug jetzt 20 Offiziere und 602 Mannschaften. Damit war das Bataillon ein Teil der regulären Truppen des Königs von Sachsen.

#### 3. Schützen-Bataillon 1821–1853
Auf Bundesbeschluss von 1818 sollte Sachsens Heer mit Kurhessen und Nassau das 9. Bundesarmeekorps bilden.
Die Umgestaltung der Sächsischen Armee erfolgte 1821. Das Jägerbataillon musste einen Teil seiner Mannschaften und Offiziere an die anderen beiden Schützenbataillone (1. Schützenbataillon, später Füsilierregiment Nr. 108, und 2. Schützenbataillon, später 1. Jäger-Bataillon Nr. 12), abgeben. Das Jägerbataillon wurde in 3. Schützenbataillon umbenannt.
Die Jäger wurden innerhalb der anderen Schützenbataillone als Scharfschützen und Vorposten genutzt. Die Mannschaften hießen nicht Schützen, sondern weiterhin Jäger.

#### 3. Jäger-Bataillon 1853–1867
Im Jahre 1853 wurde eine Jägerbrigade mit vier Bataillonen gegründet.

#### 2. Jäger-Bataillon Nr. 13 1867–1919
Nachdem Sachsen im Deutschen Krieg gegen Preußen verlor und die Sächsische Armee in die Armee des Norddeutschen Bundes eingegliedert wurde, erhielt das Jägerbataillon die laufende Nr. 13. Es war damit das 13. Jägerbataillon im deutschen Heer zur Zeit des Kaiserreichs.

### Garnison
In Sachsen war es üblich, dass die Einheiten oft ihre Garnison wechselten. Erst Ende des 19. Jahrhunderts wurden feste Garnisonsstädte bestimmt.
| Garnisonsort    | Jahr                    |
| --------------- | ----------------------- |
| Dohna bei Pirna | 1809–1810               |
| Eckartsberga    | 1810–1813               |
| Torgau          | 1813–1819               |
| Wurzen          | 1819–66                 |
| Dresden         | 1824–1825 und 1829–1830 |
| Nossen          | 1866–1867               |
| Meißen          | 1867–1882               |
| Dresden         | 1882–1919               |

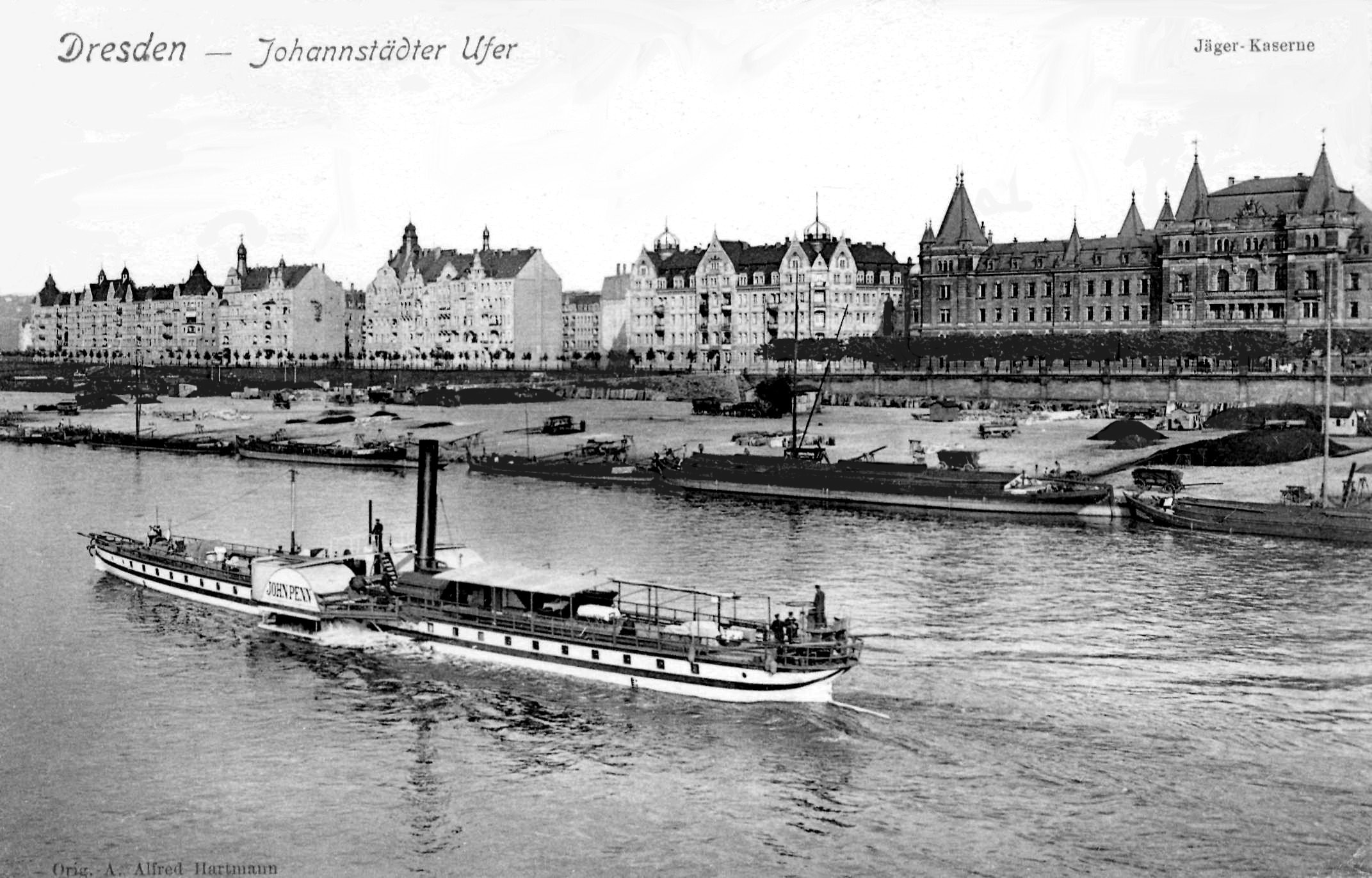
Jägerkaserne am Ufer der Elbe im Dresdner Stadtteil Johannstadt

Die Jägerkaserne in der Dresdener Johannstadt war die modernste Kasernenanlage ihrer Zeit. Bei einem Besuch des Preußischen Königs und 14 anderen deutschen Fürsten wurde die Anlage in den höchsten Tönen gelobt. Sie sei ein „Abbild der Verbundenheit Seiner Majestät des Königs von Sachsen zu seinen Soldaten“. Der Sächsische König Albert wurde auch „Soldatenkönig“ genannt. Dies beruhte auf seine militärischen Erfolge und seine Fürsorge für die Armee.

### Kommandeure und Chefs

#### Chef
Das Bataillon erhielt 1892 einen Chef als Dank des Königs für hervorragende Leistungen und Treue im Deutsch-Französischen Krieg.
| Dienstgrad             | Name                               | Datum                            |
| ---------------------- | ---------------------------------- | -------------------------------- |
| General der Infanterie | Heinrich XIV. Reuß jüngere Linie   | 3. April 1892 bis 29. März 1913  |
| General der Kavallerie | Heinrich XXVII. Reuß jüngere Linie | 9. Januar 1914 bis zur Auflösung |

#### Kommandeur
| Dienstgrad           | Name                                       | Datum                                     |
| -------------------- | ------------------------------------------ | ----------------------------------------- |
| Major                | Karl Adolf von Carlowitz                   | 1809–1813                                 |
| Major                | Friedrich von Walter-Jeschki               | 1813–1832                                 |
| Major                | Karl Friedrich von Süßmilch genannt Hörnig | 1832–1840                                 |
| Major                | von Schulz                                 | 1841–1845                                 |
| Oberstleutnant       | Moritz von Süßmilch genannt Hörnig         | 1846–1847                                 |
| Major                | Eugen von Klüchtzner                       | 1848–1849                                 |
| Major                | Otto von Hartmann                          | 1850–1854                                 |
| Major                | Georg von Sachsen                          | 16. Mai 1854 bis 15. April 1857           |
| Major                | Ottomar von Boxberg                        | 1857–1862                                 |
| Major                | Hugo von der Mosel                         | 1. Februar 1862 bis 3. Juli 1866          |
| Major                | Friedrich von Seydlitz-Gerstenberg         | 1866–1869                                 |
| Major                | Theodor von Götz                           | 1869–1873                                 |
| Oberstleutnant       | Gideon von der Decken                      | 1873–1875                                 |
| Major                | Curt von Raab                              | 1875–1884                                 |
| Oberstleutnant       | Heinrich Leo von Treitschke                | 1884–1887                                 |
| Major                | Alfons von Zezschwitz                      | 1887–1888                                 |
| Oberstleutnant       | Alexander Vitzthum von Eckstädt            | 1888–1890                                 |
| Oberstleutnant       | Julius Blohm                               | 1890–1892                                 |
| Major                | Karl Ludwig d’Elsa                         | 1892–1895                                 |
| Oberstleutnant       | Karl von Friesen-Miltitz                   | 1895–1897                                 |
| Oberstleutnant       | Felix Barth                                | 1897–1899                                 |
| Oberstleutnant       | Adolf de Vaux                              | 1899–1900                                 |
| Oberstleutnant       | Johann Georg von Sachsen                   | 1900–1902                                 |
| Major/Oberstleutnant | Leo Götz von Olenhusen                     | 22. März 1902 bis 22. November 1905       |
| Major/Oberstleutnant | Max Leuthold                               | 23. November 1905–1907                    |
| Major                | Gustav von der Decken                      | 1907–1912                                 |
| Oberstleutnant       | Max von Hopffgarten                        | 1912 bis 2. August 1914                   |
| Major                | Kurt von Uslar-Gleichen                    | 2. August bis 25. Oktober 1914            |
| Hauptmann            | Demiani                                    | 25. bis 28. Oktober 1914                  |
| Hauptmann            | Sommer                                     | 28. Oktober bis 9. November 1914          |
| Hauptmann            | Paul von Campe                             | 9. November 1914 bis 16. Februar 1915     |
| Oberstleutnant       | Kurt von Uslar-Gleichen                    | 16. Februar bis 11. Juni 1915             |
| Hauptmann            | Paul von Campe                             | 11. Juni 1915 bis 10. August 1916         |
| Hauptmann            | von Römer                                  | 10. August bis 30. September 1916         |
| Major                | Paul von Campe                             | 30. September 1916 bis 30. September 1917 |
| Hauptmann            | Joachim von Sandersleben                   | 30. September bis 4. Dezember 1917        |
| Hauptmann            | Franz Decker                               | 4. Dezember 1917 bis 24. Januar 1918      |
| Major                | Paul von Campe                             | 24. Januar bis 13. Mai 1918               |
| Hauptmann            | Franz Decker                               | 13. bis 23. Mai 1918                      |
| Major                | Theodor Elterlein                          | 23. Mai bis 29. Juni 1918                 |
| Hauptmann            | Franz Decker                               | 29. Juni bis 6. August 1918               |
| Major                | Theodor Elterlein                          | 6. August bis 3. September 1918           |
| Hauptmann            | Franz Decker                               | 3. September 1918 bis Kriegsende          |

#### Offiziere à la suite
Neben den Kommandeuren und Chefs gab es noch Offiziere à la suite:
| Dienstgrad             | Name                               | Datum             |
| ---------------------- | ---------------------------------- | ----------------- |
| Hauptmann              | Albert von Sachsen                 | 10. Dezember 1897 |
| Generalmajor           | Heinrich XXVII. Reuß jüngere Linie | 24. Mai 1905      |
| General der Infanterie | Alexander Vitzthum von Eckstädt    | 27. November 1907 |
| Generalmajor           | Johann Georg von Sachsen           | 31. August 1909   |

### Feldzüge

#### Fünfter Koalitionskrieg (1809)
Am 31. August 1809 wurde zum Schutze der Landesgrenze das Jägerkorps (später Schützen-Regiment 108, Jäger-Bataillon 12 und 13) zu einer Brigade Leichter Infanterie (Sächsische Jäger Brigade) umgewandelt und eingesetzt. Zu Fronteinsätzen kam es nicht. Das Jägerkorps war ausschließlich mit der Sicherung der Grenzen beschäftigt.

#### Befreiungskriege (1813–1815)

##### 1813
Die Feuertaufe des Jägerkorps war am 22. Mai 1813 im Gefecht um Reichenbach, östlich von Görlitz. Die russische Arrièregarde wurde von der leichten Infanterie aus ihren Stellungen geworfen. Am nächsten Tag stürmten die Sachsen Leopoldshain und machten mehrere hundert Gefangene. Die ersten Verluste des Korps betrugen: 4 Tote, 18 Verwundete und 28 Vermisste. Am 31. Mai wurde mit Hilfe des Jägerkorps und des Regiments Le Coq der Übergang über das Schweidnitzer Wasser erzwungen. Dies sorgte für eine starke Entlastung der französischen Armee auf ihrem Rückzug.
Nach dem im Juni vereinbarten Waffenstillstand und der eiligen Vervollständigung des Etats der sächsischen Truppen wurde das Jägerkorps im Rahmen der VII. Armee Richtung Berlin gesandt. Nach dem siegreichen Gefecht bei Wittstock wurde das Korps in die schwere Niederlage bei Großbeeren verwickelt.
Sächsische und bayerische Truppen verhinderten eine Vernichtung der französischen Armee und deckten den Rückzug. Auch an der Schlacht bei Dennewitz am 6. September wurden die sächsischen Jäger als Flankendeckung verwandt. Die Niederlage von Marschall Ney kostete die Jäger einen Toten, 6 Verwundete und 35 Vermisste (zum Teil bei anderen Truppenteilen weiterkämpfend und später wieder im Korps rekrutiert).
Der Rückzug ging über Torgau. Hier versammelte der sächsische König seine Truppen. Gemeinsam mit den napoleonischen Truppen marschierte man anschließend nach Leipzig. Vom 14. bis zum 18. Oktober kämpfte man auf französischer Seite. Dann trat der sächsische König auf die Seite der Preußen über und die Truppen wurden zur Belagerung von Torgau verwandt. Am Ende des Feldzuges bestand das Jägerkorps nur noch aus 43 Mann.

##### 1814
Im Rahmen des III. Armeekorps marschierten alle drei sächsischen Jägerbataillone im Frühjahr 1814 Richtung Holland. Antwerpen, Jülich und Maastricht wurden belagert. Die Teilnahme an den Gefechten bei Lier, Bockhout, Wärlos und Natten-Häsdonk im Februar und März kosteten das Korps 6 Tote, 12 Verwundete und 5 Vermisste. Nach dem Friedensvertrag von 1815 lag das Jägerbataillon in Neuss, Cochem und Koblenz.

##### 1815
Im letzten Feldzug Napoleons 1815 übernahm das Bataillon die Belagerung von Neubreisach. Nachdem Napoleon nach St. Helena verbannt und das Reich geteilt wurde, übernahm das Bataillon im Rahmen der Okkupationsarmee die Besetzung des Departements du Nord und stand zunächst in Lille und Umgebung, später in Sedan und Denain. Nach fast 6-jähriger Abwesenheit betrat das Jägerbataillon am 1. Februar 1819 wieder sächsischen Boden. Als Garnisonsstadt war Wurzen zugewiesen.

#### Schleswig-Holsteinischer Krieg (1848–1851)
Im Frühjahr 1849 wurde eine sächsische Brigade von 6.000 Mann unter dem Befehl von Generalmajor von Heintz nach Schleswig-Holstein geschickt. Die Herzogtümer sollten gegen die Dänen geschützt werden. Am 30. April trat die Bundesarmee den Vormarsch auf Düppel an. Das 3. Schützenbataillon war Avantgarde. Während des Kampfes um Düppel erschien der sächsische Prinz Albert in vorderster Kampflinie. Erst auf Drängen des Kommandierenden Generals von Prittwitz verließ der Prinz das Schlachtfeld. Diese Begegnung war der Grundstein für eine enge Verbundenheit des Bataillons mit dem späteren König. Nach zwei Stunden waren die Schanzen gestürmt und die Dänen auf dem Rückzug. An weiteren Gefechten nahmen die Sachsen nicht teil. Im September waren alle sächsischen Soldaten wieder in ihren Garnisonen. Insgesamt waren ein Hauptmann und 19 Schützen gefallen, zwei Offiziere und 14 Mannschaften verwundet worden.

#### Deutscher Krieg 1866
Die sächsischen Jägerbataillone nahmen an den Schlachten von Gitschin und Königgrätz teil. Bei der Schlacht um Königgrätz war das sächsische Armeekorps der linke Flügel. Gemeinsam mit dem 9. und 10. Infanteriebataillon (später Infanterieregiment Nr. 106) war das 3. Jägerbataillon die Besatzung des kleinen Dorfes Problus. Am 3. Juli wurden die Sachsen von der Elbarmee unter General Herwarth von Bitterfeld angegriffen. Die 14. Division ging gegen Problus vor. Über sechs Stunden gelang es den drei Bataillonen, die Division aufzuhalten. Erst als das österreichische Zentrum komplett zusammenbrach, musste man sich zurückziehen. Die Verteidiger von Problus waren die letzten Bataillone, die das Schlachtfeld verließen und die Nachhut der Österreicher bildeten.
Sechs Offiziere, darunter Generalmajor von Carlowitz als Kommandeur der 3. Brigade, Oberstleutnant von der Mosel als Kommandeur des 3. Jägerbataillons und Hauptmann Radke als Führer der 1. Kompanie sowie 47 Oberjäger und Jäger waren gefallen, drei Offiziere sowie 84 Oberjäger und Jäger verwundet worden.
Nach dem Rückzug wurde das Bataillon mit der Eisenbahn Richtung Wien abtransportiert. Vor den Toren von Wien wollten die Preußen die Entscheidungsschlacht führen. Der Kaiser Franz Josef willigte dem Waffenstillstand von Nikolsburg zu und die sächsischen Soldaten konnten in die Heimat zurückkehren. Ende Oktober trat Sachsen dem Norddeutschen Bund bei. Am 11. November 1866, nach 4 ½ Monaten, zog das Bataillon in seine provisorische Garnison in Nossen ein.

#### Deutsch-Französischer Krieg
Am 16. Juli traf beim Jägerbataillon in Meißen der Befehl zur Mobilmachung ein. Diese wurde am 27. Juli abgeschlossen und am 28. Juli 1870 marschierten, unter dem Oberbefehl von Major von Götz, 990 Offiziere, Oberjäger und Jäger aus ihren Kasernen in Richtung Westen.
Am 11. August überquerten die sächsischen Jäger, als Teil der 2. Division Nr. 24 in der Infanterie-Brigade Nr. 48, die Grenze. Am fünften Tag auf französischem Boden wurde dem Bataillon die Ehre zuteil, Wache vor dem Großen Hauptquartier in Mousson zu stehen. In den ersten Wochen des Krieges nahmen die Jäger an keinem Gefecht teil. Bei der Schlacht von St. Privat waren die Jäger Reservetruppen. Die ersten Kämpfe, an denen sich das Bataillon beteiligte, waren bei der Schlacht um Sedan. Das Bataillon war die Verbindung zwischen der 48. Infanteriebrigade und dem Gardekorps. Das sächsische Korps erhielt die Orte La Moncelle, Haybes und Daigny als Angriffsziele. Im Verlauf der Angriffe eroberten die Jäger zwei Mitrailleusen und eine Kanone. Für die „ersten Geschütze welche von Sachsen erobert wurden“ erhielten mehrere Soldaten des Bataillons Auszeichnungen und Geldzuwendungen aus einem Militärfonds.
Nach dem Erfolg bei Sedan marschierte das Bataillon Richtung Paris. Bei der Belagerung der Stadt erhielten die Jäger im Abschnitt Sevran-Livry-Clichy-Montfermeil-Chelles einen Vorposten zugeteilt. Am 30. November und am 2. Dezember versuchten die Franzosen, unter dem Oberbefehl von General Ducrot, den Belagerungsring zu durchbrechen. Die Jäger des Jäger-Bataillons Nr. 13 und das Infanterie-Regiment Nr. 107 verhinderten dies mit Entschlossenheit und unter schweren Verlusten. Am 2. Dezember musste General Ducrot den Rückzugsbefehl in die Stadt aussprechen, die eigenen Verluste waren zu hoch. Am 21. Dezember mussten die Sachsen die Orte Ville-Evrart und Maison blanche räumen. Sie waren der französischen Übermacht von drei Infanteriebrigaden nicht gewachsen. Die anschließende Rückeroberung der Stellungen war die letzte bewaffnete Handlung der Jäger im Feldzug 1870/71.
Am 26. Februar 1871 wurde der Waffenstillstand unterzeichnet. Beim Einmarsch der deutschen Truppen in Paris durften die Jäger nicht mitmarschieren.
Am 8. März marschierte das Bataillon im Rahmen der Okkupationsarmee an die belgische Grenze in die Nähe der kleinen Festung Rocroy. Am 2. Juni traf der Befehl zum Rücktransport ein und das Bataillon wurde nach dem Rückmarsch in Frankfurt am Main verladen und erreichte am 6. Juli Dresden. Am 11. Juli fand der feierliche Einzug des XII. Armeekorps in Dresden statt, an der Spitze des Korps der Kronprinz Albert als Generalfeldmarschall. Am nächsten Morgen fuhren die Jäger nach Meißen und wurden feierlich von den Einwohnern der Stadt begrüßt. Insgesamt hatte das Bataillon während des Krieges fünf Offiziere, sieben Oberjäger und 71 Jäger an Gefallenen zu beklagen.

#### Boxeraufstand – China-Expeditionkorps
Am Boxeraufstand in China nahmen als Freiwillige zwei Offiziere (ein Hauptmann und Leutnant von Finck) sowie vier Oberjäger und 14 Jäger teil. Verluste gab es keine.

#### Hereroaufstand (Deutsch-Südwestafrika)
An der Niederschlagung des Hereroaufstandes beteiligten sich ein Oberjäger und neun Jäger, die sich freiwillig zur Schutztruppe versetzen ließen. Der Gefreite Zeibig aus Lockwitz bei Dresden (1. Kompanie) fiel am 16. März 1908 bei Geinab. Ihm zu Ehren errichtete das Bataillon auf seinem Schießstand ein Denkmal.

#### Erster Weltkrieg
Das Bataillon wurde sowohl an der Westfront als auch an der Ostfront eingesetzt.
- 1914

Zu Kriegsbeginn marschierte das Bataillon gen Westen und über Belgien in Richtung Frankreich. Den ersten Feindkontakt hatte die Radfahrerkompanie am 11. August in der Nähe von Bastogne. Die ersten stärkeren Verluste erlitt das Bataillon bei der Verteidigung der Stadt l'Epinette. Im Rahmen der Schlacht von Ypern (Erste Flandernschlacht September bis Oktober) erhielt das Bataillon den Befehl, dieses kleine Städtchen zu halten. Im Grabenkampf mit den Engländern erlitten die 13er starke Verluste (etwa 20–35 % je nach Kompanie). Auch der Kommandeur Major Frhr. von Uslar-Gleichen wurde verwundet. Nachdem das Bataillon einen weiteren Angriff der Engländer im November abgewehrt hatte, wurde es abgelöst und in den rückwärtigen Raum um Lille abkommandiert. Hier wurden die 13er mit frischen Reserven an Material und Mannschaften aufgefüllt. Das Bataillon hatte für den Rest des Jahres keine weiteren größeren Feindkontakte.
- 1915

Die ersten Verluste erlitt das Bataillon im März auf der Loretto-Höhe. Das Bataillon sollte den erwarteten Gegenstoß nach der Eroberung der Kapelle Notre Dame de Lorette aufhalten. Nachdem die 13er gemeinsam mit dem Füsilier-Regiment 40 den Angriff abgewehrt und die Loretto-Höhe einschließlich der Kirche gehalten hatten, wurden die Franzosen weit zurückgedrängt und über 300 Gefangene gemacht. Nach 10 Tagen Fronteinsatz und 35 Toten, 142 Verwundeten und mehreren Vermissten wurde das Bataillon abgelöst und begab sich wieder in Regimentsreserve nach St. Maurice.
Das Bataillon wurde dann wieder an die Loretto-Höhe befohlen und verteidigte erneut die Höhe in der Lorettoschlacht mit Erfolg und unter starken Verlusten. Ab Juni wurde das Bataillon in Frelinghien eingesetzt. Durch den zunehmenden Munitionsmangel an der Westfront wurde der Vormarsch beendet und der Grabenkampf begann. Nachdem sich das Bataillon eingegraben hatte, wurden den gesamten Sommer über nur wenige Frontverlagerungen in diesem Abschnitt verzeichnet. In diesen neun Wochen erlitten die 13er dennoch Verluste (17 Tote und 85 Verletzte) hauptsächlich durch Scharfschützen und Minenfeuer der Engländer und Franzosen.
Ab August wurde das Bataillon in Beaurains eingesetzt. Hier begannen die Franzosen erstmals mit dem flächendeckenden Gasangriff. Durch beginnendes Artilleriefeuer mit Gasgranaten und anschließenden Infanterieangriffen wurde hier versucht, die deutsche Linie zu durchbrechen. Bis Weihnachten blieb das Bataillon in diesem Frontabschnitt.
- 1916

Die ersten Monate des Jahres 1916 war das Bataillon in mehreren Stellungen rund um Lille im Einsatz, jeweils als Ersatz für das Infanterie-Regiment Nr. 139 (La Fresnelle), das Infanterie-Regiment Nr. 134 (Warneton und Perenchies) und das Infanterie-Regiment Nr. 104 (La Basse und Lille). Diese Fronteinsätze waren von wenigen Kampfhandlungen und Verlusten begleitet worden.
Am 31. Juli bekam das Bataillon den Marschbefehl gen Osten. Mit der Eisenbahn ging es quer durch das Deutsche Kaiserreich an die Ostfront Richtung Galizien. Am 5. August wurde das Bataillon der neu formierten 197. Infanterie-Division unterstellt. Es wurde ein Bataillon des Sächsischen Jäger-Regiments Nr. 7. Dies war eine preußische Division mit sächsischem Kontingent.
Das Jäger-Regiment sollte die österreich-ungarische Armee unterstützen und den Vormarsch der Russen stoppen. Das Bataillon nahm Aufstellung auf der Obydra-Höhe und erwartete den Angriff. Die russischen Angriffe auf die Obydra-Höhe und auf Wertepy wurden abgewehrt unter verheerenden Verlusten. In diesen vier Wochen verlor das Bataillon 468 Mann durch Tod und Verwundung (über 50 % der Bataillonsstärke). Anfang September wurden 350 Mann Ersatz in das Bataillon eingegliedert. Der Herbst und die letzten Monate des Kriegsjahres 1916 waren ruhiger und der Russische Vorstoß war komplett zum Erliegen gekommen.
- 1917

Das beginnende Kriegsjahr verlief ruhig, bis im Mai ein reger Tunnelbau der Russen einsetzte, mit massiven Sprengungen der deutschen Schützengräben. Anfang Juli begannen die Russen mit einer großangelegten Offensive. Im Frontabschnitt von Zloczow gelang mit Hilfe von übergelaufenen tschechischen Truppen (zwei Infanterie-Regimenter der Österreich-ungarischen Armee) der Durchbruch. Sofort wurde die 197.I.D. in Bereitschaft gestellt und zum Gegenangriff formiert. Mit dem k. u. k. Infanterie-Regiment 23 wurde der Durchbruch gestoppt und zurückgeschlagen. Da die russische Armee hier die letzten Reserven zusammengezogen hatte, war der Gegenangriff der 197. Infanterie-Division auf wenig Widerstand gestoßen und die russischen Schützengräben wurden ohne große Verluste genommen. Durch diesen Schlachtenverlauf angespornt, sollte das Regiment die Verfolgung der Russen aufnehmen. Bis zum 24. Juli war man bereits bis nach Dacharow (40 km) vorgedrungen. Bis Anfang August beteiligte sich das Jäger-Regiment an dem Vorstoß Richtung Husiatyn, dann wurde es am 4. August von der Front abgezogen und als Regiments- und Divisionsreserve eingesetzt. Den Rest des Jahres 1917 verbrachte das Regiment mit dem Ausbau der Stellungen und als Reserve.
- 1918

Mit dem Einsetzen des Waffenstillstandes mit Russland wurde das Bataillon als Teil der 197. Infanterie-Division nach Frankreich verlagert. Ab dem 3. März wurde das Bataillon ein Bereitschaftsbataillon des Regiments Liegnitz. Das Regiment beteiligte sich an den Stellungskämpfen an der Ailette. Die Kampfaktivität auf diesem Abschnitt der Front war im gesamten März sehr verhalten. Auch im April wurden keine nennenswerten Landgewinne oder -verluste erzielt.
Am 12. November wurde der Waffenstillstand bekannt gegeben. Schon eine Viertelstunde nach Bekanntgabe marschierten die 13er Richtung Remy. Dieser Ort lag schon auf belgischem Territorium. Bei einem Halt der Kompanien wurde die Abdankung des Königs von Sachsen bekannt gegeben. Sie wurde wortlos zur Kenntnis genommen. Am 17. November wurde die deutsche Grenze bei Vilzingen überquert. Am folgenden Tag wurde Trier erreicht. Die Begrüßung der Einwohner war sehr herzlich. Ganz Trier war ein schwarz-weiß-rotes Fahnenmeer. In Trier verabschiedete man die rheinländischen Angehörigen des Bataillons. Unter anderem auch den Hauptmann Decker, einer der wenigen Offiziere, die von Anfang an beim Bataillon waren.
Am 29. November erreichte das Bataillon Mainz, wo es einige Tage blieb. Nach dem Weitermarsch nach Schweinfurt wurden die Älteren und Marschunfähigen in die Eisenbahn verladen. Das restliche Bataillon wurde dann in Bamberg verladen und Richtung Sachsen transportiert. Am 23. Dezember trafen die letzten Angehörigen des 2. Jäger-Bataillon Nr. 13 in Dresden ein. An diesem Tag trat das Bataillon ein letztes Mal an, um den gefallenen Kameraden zu gedenken:
| Rang                       | Tot | Verwundet | Vermisst | Gefangen |
| -------------------------- | --- | --------- | -------- | -------- |
| Offiziere                  | 20  | 81        | 4        | 2        |
| Unteroffiziere (Oberjäger) | 92  | 320       | 35       | 8        |
| Mannschaften (Jäger)       | 873 | 2685      | 283      | 59       |

### Auflösung
Am 23. Dezember 1918 war der letzte Truppentransport in der Jägerkaserne angekommen. In den folgenden Tagen wurde das Bataillon demobilisiert und schließlich aufgelöst.

### Traditionsübernahme
In der Reichswehr wurde der 9. Kompanie des 10. (Sächsisches) Infanterie-Regiments die Tradition des Bataillons übertragen.

## Ehrungen
Das Bataillon erhielt folgende Kaiserabzeichen für die besten Schießergebnisse:
- 1909: 4. Kompanie
- 1911: 4. Kompanie
- 1912: 3. Kompanie
- 1913: 4. Kompanie